# TuS Koblenz

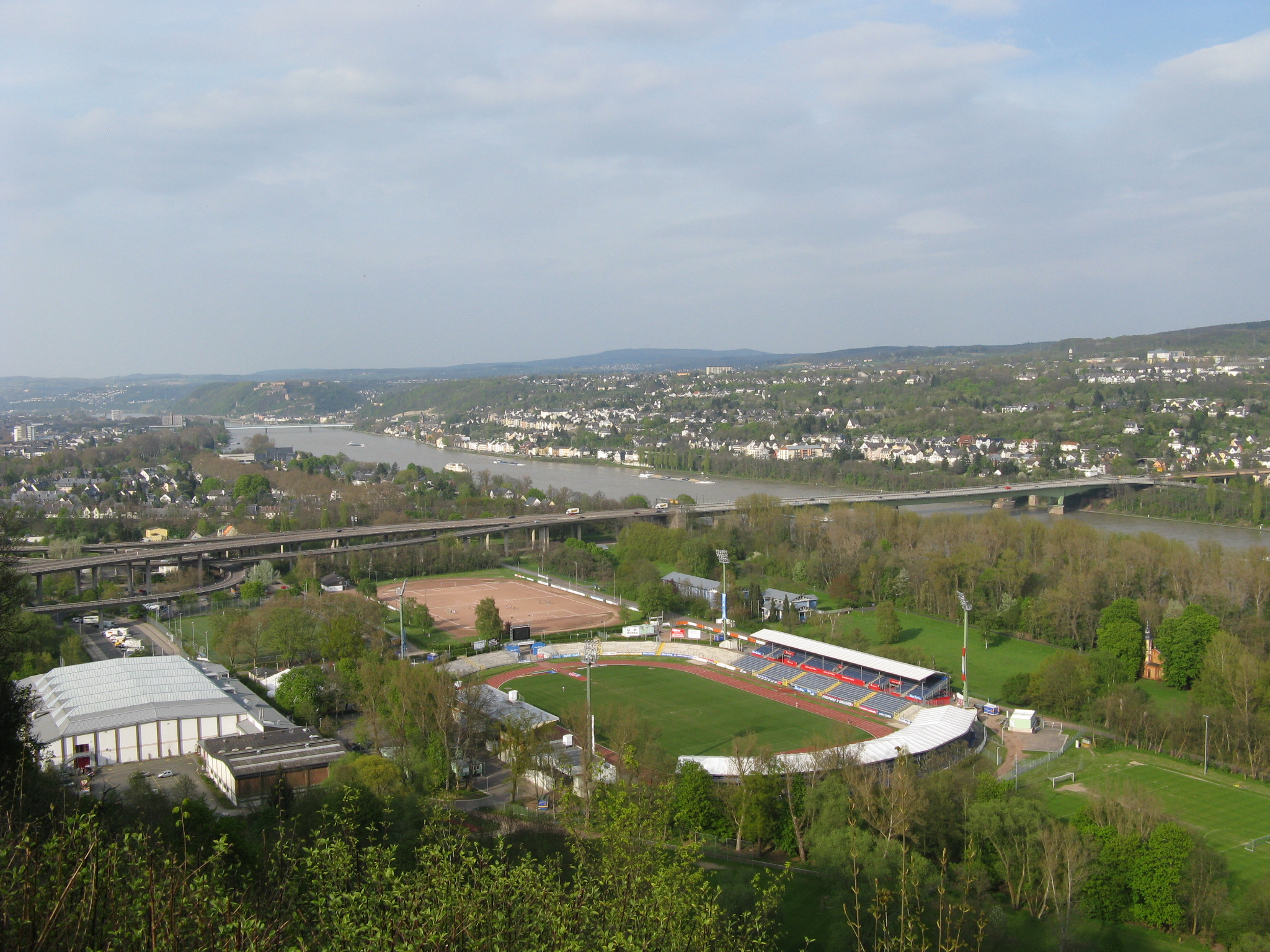

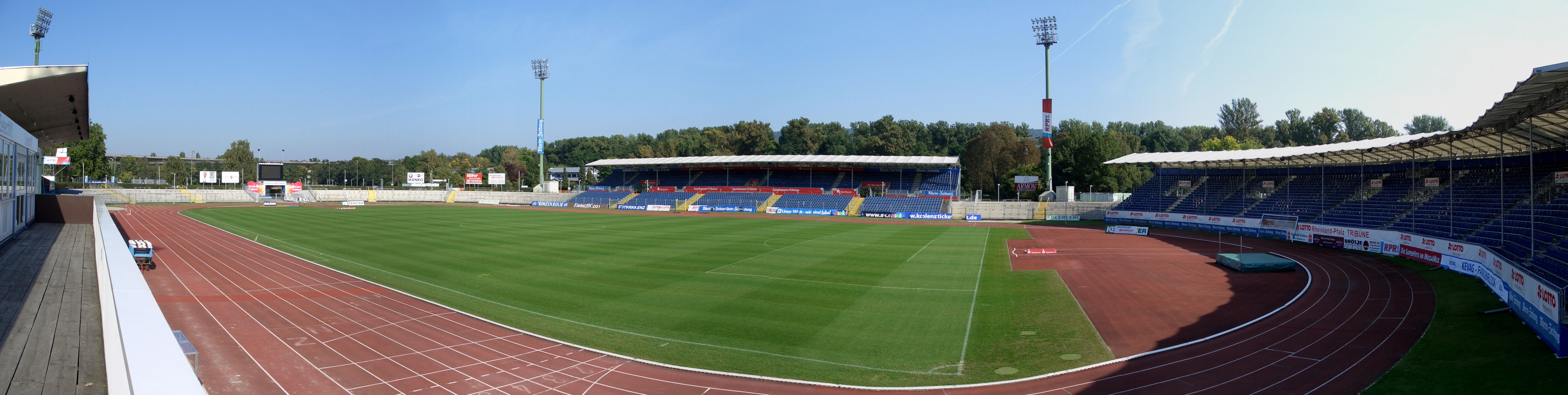

TuS Koblenz – niemiecki klub piłkarski, założony 1 sierpnia 1911 roku jako FC Deutschland w Neuendorf, mający siedzibę w Koblencji.

## Sukcesy
- 12. miejsce w 2. Bundeslidze: 2006/2007

## Znani zawodnicy
- Sergio Batata
- Ferydoon Zandi